# Hyaenodon gigas
Hyaenodon gigas — вид вымерших хищных млекопитающих из семейства гиенодонтид (Hyaenodontidae). Жили с позднего эоцена по ранний олигоцен (37,2—28,4	млн лет назад) на территории Центральной Азии (Монголия). Его типовым образцом является PST 27-10, верхняя челюсть (фрагмент левой верхней челюсти).
Hyaenodon gigas достигали в длину более чем 4 метров и 500 килограмм веса, имея череп длиной 62 сантиметра.
Hyaenodon gigas были плотоядными млекопитающими. Зубная формула:{\displaystyle I{3 \over 3}C{1 \over 1}P{4 \over 4}M{2 \over 3}}